# Brännholm, Nagu
Brännholm är en ö nära Sandö i Nagu,  Finland.   Den ligger i Pargas stad i den ekonomiska regionen  Åboland  och landskapet Egentliga Finland. Ön ligger omkring 2 kilometer öster om Sandö, omkring 14 kilometer öster om Nagu kyrka,  30 kilometer söder om Åbo och 150 km väster om Helsingfors. Närmaste allmänna förbindelse är förbindelsebryggan vid Pensar som trafikeras av M/S Nordep.
Terrängen på Brännholm är mycket platt.